# 제재소

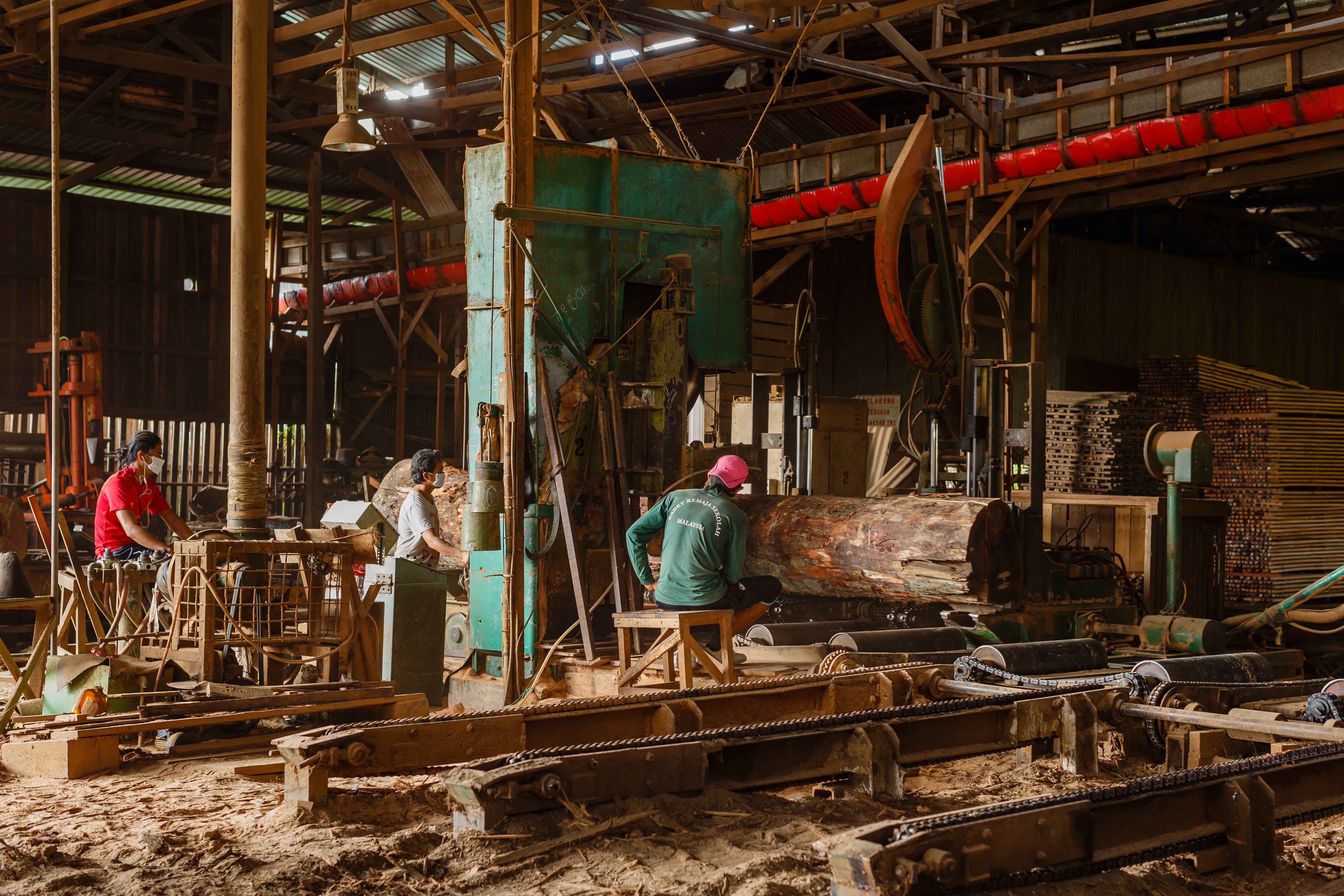

제재소(製材所, 영어: sawmill, saw mill, saw-mill, lumber mill)는 벌채한 통나무를 톱질해서 재목으로 만드는 제조소다. 역사상 최초의 제재소는 기원후 3세기 로마 제국령 소아시아의 히에라폴리스 제재소였다. 이 제재소는 물레방아를 이용했다. 수력 제재소는 11세기에 이베리아반도와 북아프리카, 중동, 중앙아시아에 수력 제재소가 널리 퍼졌고 그 이후 몇 세기에 걸쳐 유럽 전역으로 확산되었다. 수력 제재소는 공학적으로 물레방아의 회전운동이 톱날의 왕복운동으로 전환되는 원리를 이용하는 것이라고 할 수 있다.
18세기 제1차 산업혁명기에 원형톱이 발명되고 19세기에 증기기관이 개량되면서 더 크고 많은 재목 생산이 가능해졌다. 수력 대신 보일러 화력이 동력으로 사용되었고, 철도의 부설로 통나무의 대량 수송이 가능해졌다. 20세기에는 전기 제재가 도입되었고 21세기 현재에는 컴퓨터 전산화도 이루어지고 있다. 제재소의 기본 제조품목은 재목이지만 톱밥, 목피, 집성재 따위 부산물도 제재 과정에서 함께 생산된다. 때문에 제재소는 목재산업의 핵심 기간시설이다.

## 같이 보기
- 벌채